# Braydon Manu
Braydon Marvin Manu (* 28. März 1997 in Itzehoe) ist ein deutsch-ghanaischer Fußballspieler.

## Vereinskarriere

### Beginn in Hamburg und Wechsel nach Braunschweig
Manu, der in Itzehoe geboren wurde und in Hamburg aufwuchs, hat beim Eimsbütteler TV mit dem Fußballspielen begonnen und wechselte später in die Jugendakademie des Hamburger SV, bevor er bis 2013 für den FC St. Pauli in der B-Junioren Bundesliga spielte. Ende 2013 kam er von der U17 des FC St. Pauli zur U19 des SC Condor Hamburg, von der er zur Saison 2014/15 in die U19 des Lüneburger SK Hansa wechselte. Nach einem Jahr ging er zur U19 von Eintracht Braunschweig, wo er in der A-Junioren Bundesliga eingesetzt wurde. Bei Braunschweig erhielt er 2016 einen Vertrag für die zweite Mannschaft in der Regionalliga Nord. Am 1. Spieltag der Regionalliga Nord, dem 29. Juli 2016, wurde er im Spiel gegen den SV Meppen in der 76. Minute eingewechselt und schoss in der 89. Minute ein Tor in seinem Debüt. Das Spiel endete in einer 3:1-Auswärtsniederlage. Sein Startelfdebüt machte er am 5. Spieltag der Regionalliga Nord, dem 27. August 2016, gegen den Hamburger SV II bei der 1:5-Heimniederlage.

### Wechsel nach Halle
Nach 23 Spielen und zwei Toren in der Saison 2016/17 für die Reservemannschaft wechselte Manu im Sommer 2017 zum Halleschen FC in die 3. Liga. Am 1. Spieltag wurde er im Spiel gegen den SC Paderborn 07 eingewechselt und erzielte das 4:4-Ausgleichstor für die Saalestädter. Bei seinem dritten Einsatz im Heimspiel gegen den FC Carl Zeiss Jena erhielt er sechs Minuten nach seiner Einwechslung nach einem Kopfstoß gegen Timmy Thiele die Rote Karte von Schiedsrichter Lasse Koslowski gezeigt und wurde anschließend für drei Spiele gesperrt. Sein Startelfdebüt machte er am 8. Spieltag in der 3. Liga, dem 16. September 2017, gegen den SC Fortuna Köln bei dem 1:1-Auswärtsspiel. In seiner ersten Saison wurde er in 27 Spielen der 3. Liga eingesetzt und erzielte dabei drei Treffer und zwei Vorlagen. In der Saison 2018/19 stand er 31 Mal auf dem Platz und erzielte dabei drei Treffer und gab fünf Vorlagen.

### Wechsel zu Darmstadt 98 und Leihe nach Halle
Zur Zweitligasaison 2019/20 wechselte Manu zum SV Darmstadt 98. Vor Saisonbeginn zog er sich einen Kapselriss zu und später ein Knochenödem, weshalb er langfristig ausfiel. Erst am 28. Spieltag, der Ende Mai 2020 stattfand, konnte Manu für Darmstadt aktiv werden, als er beim 3:1 in Aue neben Sturmpartner Serdar Dursun in der Startelf stand. Durch seine Verletzung kam er in seiner ersten Saison für die Südhessen auf nur vier Einsätze. Am 12. Januar 2021 gab Darmstadt bekannt, dass Manu aufgrund seiner geringen Einsatzzeit (95 Spielminuten in drei Spielen) bis zum Saisonende an seinen ehemaligen Verein Halle verliehen wird. Dort absolvierte er achtzehn Drittligaspiele und traf viermal. Er war damit Stammspieler und verpasste nur drei Partien mit einem Muskelfaserriss. Am 29. Mai 2021 scheiterte seine Mannschaft im Finale des Sachsen-Anhalt-Pokals am 1. FC Magdeburg, wobei er über die volle Spielzeit auf dem Platz stand. Im Mai 2022 verlängerte er seinen auslaufenden Vertrag bis 2024. Die Saison 2021/22 unter Torsten Lieberknecht schloss er mit der Mannschaft auf dem vierten Platz in der zweiten Liga ab, wobei er auf 20 Ligaeinsätze (vier Tore und drei Vorlagen) kam. Manu war eine Saison später dann – meist als Mittelstürmer eingesetzt, aber vereinzelt auch als offensiver Mittelfeldspieler oder als rechter Außenstürmer – Stammspieler und trug mit sieben Toren sowie genauso vielen Vorlagen zum Aufstieg in die Bundesliga bei. Dort kam er verletzungsbedingt nur auf vier Partien. Der SV Darmstadt stieg umgehend wieder ins Unterhaus ab.
Im Sommer 2024 verließ er den Verein. Er wechselte daraufhin in die Niederlande zum PEC Zwolle und unterschrieb einen Vertrag bis Sommer 2026 mit einer Option auf eine Verlängerung um eine weitere Saison. Im Februar 2025 wechselte er auf Leihbasis bis zum Ende der laufenden Saison zurück nach Deutschland zum VfL Osnabrück.

## Nationalmannschaft
Manu ist für Ghana spielberechtigt, da seine Eltern dort geboren wurden. Durch seine Geburt in Itzehoe ist er zudem für Deutschland spielberechtigt.
Im August 2021 wurde Manu erstmals für die ghanaische Fußballnationalmannschaft für die WM-Qualifikationsspiele in Afrika gegen Äthiopien und Südafrika nominiert. Beim Spiel gegen Südafrika am 6. September 2021 saß Manu erstmals auf der Bank bei einem Länderspiel, kam jedoch nicht zum Einsatz.

## Spielweise
Manu fällt vor allem durch seine Schnelligkeit und Kreativität auf dem Platz auf.